# زهرة الربيع الشائعة
زَهْرَةُ الرَّبِيعِ الشَّائِعَةُ أو زهرة الربيع عديمة الساق (باللاتينية: Primula vulgaris) نوع نباتي عشبي يتبع جنس زهرة الربيع من الفصيلة الربيعية.

## البيئة والانتشار
موطنها بلاد الشام والمغرب العربي ومعظم مناطق أوروبا.

## الوصف النباتي
نبات عطري معمر من الفصيلة الربيعية، ينمو في المروج والمراعي وخاصة في الأراضي الكلسية.
الأوراق بيضوية الشكل خضراء منتفخة النصل، والأزهار صفراء زاهية.
المادة الفعالة لها طعم نفاذ ورائحة تشبه رائحة اليانسون، وتحتوي على صابونين وغليكوسيدات ويستخلص منها زيت يسمى كافور الربيع.

## الاستعمالات الطبية
الأجزاء المستخدمة طبيا هي الجذور والأزهار. يستعمل مغلي الجذور لعلاج السعال، ويفيد مستحلب الأزهار في حالات الصداع والتهاب عصب الوجه والأحوال الروماتيزمية ومعالجة الأرق.
تخفف من 5 ـ 10 نقاط زيت زهرة الربيع في 25 مل زيت لوز أو زيت دوار الشمس، ويوضع الخليط على الصدغين والجبهة لعلاج آلام الصداع النصفي (الشقيقة).

## مرادفات للاسم العلمي
- (باللاتينية: Primula veris var. acaulis L.)

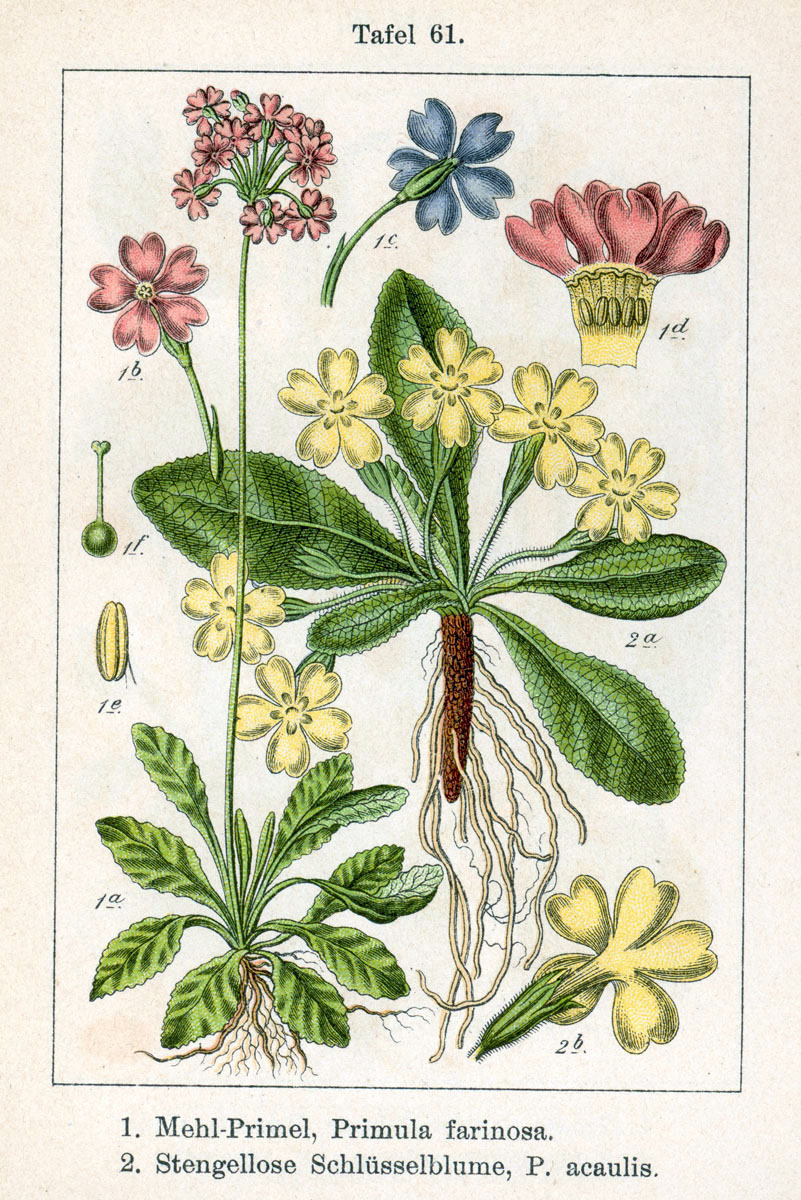

- (باللاتينية: Primula vulgaris Huds.)